# Võ Thị Ánh Xuân
Võ Thị Ánh Xuân (née le 8 janvier 1970 à Thới Sơn) est une femme politique vietnamienne, vice-présidente de l'État (en) depuis le 6 avril 2021. Elle assume à ce titre la fonction de présidente de l'État par intérim du 18 janvier au 2 mars 2023 puis à nouveau du 21 mars au 22 mai 2024.
Elle est membre du Comité central du Parti communiste, secrétaire du Comité du Parti de la province d'An Giang et cheffe de la délégation des députés de l'Assemblée nationale de la province. Elle a été élue vice-présidente le 6 avril 2021 après avoir remporté 93,13 % des voix à l'Assemblée nationale, perpétuant la tradition d'élire une femme à ce poste. Elle assure à ce titre l'intérim de la présidence après la démission de Nguyễn Xuân Phúc. Xuân est à la fois la personne la plus jeune à occuper les fonctions de vice-président et de président du Viêt Nam depuis 1945 et également la deuxième femme chef de l'État.

## Biographie

### Jeunesse
Võ Thị Ánh Xuân est née le 8 janvier 1970 à Thới Sơn, Tịnh Biên, dans la province d'An Giang. Elle a été enseignante dans un lycée de Long Xuyên, dans la province d'An Giang de 1992 à 1996. Elle est acceptée pour rejoindre le Parti communiste le 20 décembre 1994, en devenant officiellement membre le 20 décembre 1995.

### Carrière politique
D'août 1996 à juillet 2001, Võ Thị Ánh Xuân fait partie du personnel général de recherche au bureau du comité provincial du parti d'An Giang. Entre 2001 et 2010, elle est membre du Conseil permanent, vice-présidente puis présidente de l'Union des femmes d'An Giang. Pendant cette période, elle est également membre du comité de l'organisation provinciale du parti d'An Giang (décembre 2005 à octobre 2010). D'août 2010 à octobre 2010, elle est également chef adjointe de la commission provinciale d'An Giang pour la mobilisation de masse.
De novembre 2010 à janvier 2013, elle a été membre du conseil permanent du comité provincial du parti d'An Giang, secrétaire du comité du parti de la ville de Tan Chau, dans la province d'An Giang. En janvier 2011, elle devient membre suppléante du Comité central du Parti pour le 11e mandat. De février 2013 à novembre 2013, elle est membre du conseil permanent du comité provincial du parti d'An Giang et vice-présidente du comité populaire d'An Giang. De décembre 2013 à octobre 2015, elle est vice-secrétaire du comité provincial du parti An Giang. Le 2 octobre 2015, elle devient secrétaire du comité provincial du parti d'An Giang et occupait toujours ce poste jusqu'à présent[Quand ?].
En janvier 2016, elle est élue membre du 12e Comité central du Parti. Après l'élection de la XIVe Assemblée nationale, elle est également chef de la délégation de l'Assemblée nationale d'An Giang.
Le 6 avril 2021, l'Assemblée nationale du Viêt Nam élit Võ Thị Ánh Xuân au poste de vice-présidente de l'État de la république socialiste du Viêt Nam, par 447 des 449 députés présents à la séance, soit 93,13 % du nombre total de parlementaires. Elle est la plus jeune vice-présidente du Viêt Nam depuis 1945. Elle remporte une deuxième fois cette même palme lorsqu'elle devient présidente du pays par intérim à la suite du départ de Nguyễn Xuân Phúc le 18 janvier 2023.
Elle assure l'intérim une nouvelle fois après la démission de Võ Văn Thưởng entre le 21 mars et le 22 mai 2024, date à laquelle Tô Lâm est élu président.